# Démobilisation des combattants français de la Première Guerre mondiale
La démobilisation des combattants français de la Première Guerre mondiale s’est déroulée sur une période de 19 mois, du 16 novembre 1918 au 14 juin 1920. Après l’armistice de 1918, la plupart des cinq millions de soldats français espèrent être démobilisés rapidement. Mais, sauf pour les plus âgés, la libération se fait attendre car la tâche est immense et l'armée veut conserver des effectifs suffisants pour faire pression sur l'Allemagne.
Le sujet reste méconnu, les historiens l'ayant peu traité et les anciens combattants s'étant très peu exprimés sur cette période de leur vie.

## Ordre de priorité
Le 22 novembre 1918, la Chambre des députés adopte l'ordre du jour suivant : « dès que les conditions de l’armistice auront été remplies, la libération des hommes se fera classe par classe. »
Un sous-secrétariat d’État à la démobilisation chargé également du rapatriement des prisonniers est créé le 6 décembre 1918 avec à sa tête Louis Deschamps.
La libération commence par les hommes les plus âgés, ceux des classes 1887 à 1891 (année de leurs 20 ans) entre le 16 novembre et le 20 décembre 1918, et par les engagés volontaires qui peuvent rentrer dans les semaines qui suivent l’armistice. Les soldats des classes 1891 à 1906 sont libérés entre le 25 décembre 1918 et le 3 avril 1919.  À cette date 3 millions d’hommes ont été démobilisés sur les 5 millions de combattants à l’armistice. L'interruption de 4 mois qui suit, due aux tensions diplomatiques, suscite beaucoup de mécontentement.
Les classes 1907 à 1909 sont libérées du 9 juillet au 9 août 1919, les classes suivantes jusqu’au 14 juin 1920 . Les soldats des classes 1911 à 1913 qui sont sous les drapeaux depuis de 5 à 8 ans à l’été 1919 sont particulièrement vindicatifs.
Cette règle de l’ancienneté est amendée par un système complexe de majorations de classe suivant la situation de famille, les proches tués à la guerre (particulièrement les frères) ou bénéficiant aux militaires originaires des régions envahies. Des sursis sont accordés à des membres professions tels que mineurs, agriculteurs d’exploitations saisonnières ou pour des cas particuliers à des commerçants, industriels, spécialistes nécessaires à la reprise économique 
Jusqu’à la date du décret de cessation des hostilités d’octobre 1919, les soldats sont en congé illimité de démobilisation mais sont tenus de rejoindre leur régiment en cas de reprise de la guerre.

## Causes de la lenteur de la démobilisation
- En novembre, le gouvernement français, s’il n’avait plus de doute sur l’issue victorieuse du conflit, n’avait pas pris la mesure du délabrement de l’armée allemande et de l’ampleur du chaos  régnant en Allemagne. « Au moment de l’armistice, nous ne savions pas exactement quel était l’état des forces allemandes, et nous avons accepté l’armistice avec l’idée que le lendemain il pourrait n’être plus possible » se souvient Clemenceau lors d’une séance de la Commission des affaires étrangères du 5 février 1919[6]. Cette ignorance amène à une démobilisation prudente à la fin de l’année 1918 pour contenir d’éventuelles contre-offensives.
- La nécessité de disposer d’effectifs suffisants pour faire pression sur l’Allemagne lors de la préparation du traité de Versailles. Foch avait préparé un plan d’invasion en cas de refus du traité.
- La lourdeur de la logistique à mettre en place. La tâche est immense : il faut en même temps regrouper les matériels, équiper les troupes d’occupation de la rive gauche du Rhin, rapatrier les animaux de l’armée (chevaux, mulets, chiens), participer à la reconstruction des régions envahies. Le transport est difficile sur un réseau ferroviaire en mauvais état, encombré par les besoins du ravitaillement et de la reconstruction des départements envahis du nord-est.

## Le parcours de démobilisation
Le commandant de l’unité ayant reçu l'ordre de mise en congé, remet au soldat démobilisé un carnet de pécule et organise sa mise en route sans tarder vers un centre de groupement. Après un séjour dans ce centre, le soldat est envoyé dans une gare de répartition puis dans un centre démobilisateur en principe proche de sa résidence. De multiples formalités y sont effectuées : vérification de fiches de recensement, paiement de la solde, des frais de route, remise de tickets de pain, opérations d’habillement. Ces étapes longues et fastidieuses dans des centres débordés et mal organisés sont généralement vécues avec agacement.
Les démobilisés reçoivent une indemnité de 250 F plus 15 F par mois de service, 20 F pour la présence dans les unités combattantes et bénéficient du remboursement des sommes inscrites sur son carnet de pécule auxquelles s’ajoutent des majorations par enfant à charge. Le pécule des soldats décédés est attribué à sa veuve ou à toute personne qui se serait comportée comme une épouse, à défaut à ses enfants légitimes ou naturels ou à ses ascendants.
Des vêtements, généralement mal taillés, disparates, et des objets de première nécessité leur sont donnés. Les combattants sont autorisés à amener leur casque, ils conservent souvent leur baïonnette malgré l'interdiction.

## Convention portant sur les conditions de l'armistice conclu avec l'Allemagne
Entre 
Le maréchal Foch, commandant en chef des armées alliées stipulant au nom des puissances alliées et associėes, assisté de l'amiral Wemyss, First Sea Lord, d'une part, 
et
M. le sous-secrétaire d'État Erzberger, président de la délégation allemande, M. l'envoyé extraordinaire et ministre plénipotentiaire comte von Oberndorff, M. le général d'état-major von Winterfeldt, M. le capitaine de vaisseau Vanselow, munis de pouvoirs réguliers et agissant avec l'agrément du chancelier allemand, d'autre part,
Il a été conclu un armistice aux conditions suivantes :

### A.  Sur le front d'Occident
I. -  Cessation des hostilités, sur terre et dans les airs, six heures après la signature de l'armistice.
II. -  Évacuation immédiate des pays envahis : Belgique, France, Luxembourg, ainsi que l'Alsace-Lorraine, réglée de manière à être réalisée dans un délai de quinze jours à dater de la signature de l'armistice.
Les troupes allemandes qui n'auront pas évacué les territoires prévus dans les délais fixés seront faites prisonnières de guerre.
L'occupation par l'ensemble des troupes alliées et des États-Unis suivra, dans ces pays, la marche de l'évacuation.
Tous les mouvements d'évacuation ou d'occupation sont réglés par la note annexe no 1 arrêtée au moment de la signature de l'armistice.
III. -  Rapatriement, commençant immédiatement et devant être terminé dans un délai de quinze jours, de tous les habitants des pays énumérés ci-dessus (y compris les otages et les prévenus ou condamnés).
IV. -  Abandon par les armées allemandes du matériel de guerre en bon état :
5 000 canons (dont 2 500 lourds et 2 500 de campagne)
25 000 mitrailleuses
3 000 minenwerfers
1 700 avions de chasse et de bombardement
en premier lieu tous les D7 et tous les avions de bombardement de nuit, à livrer sur place aux troupes des Alliés et des États-Unis, dans les conditions de détail fixées par la note annexe no 1, arrêtée au moment de la signature de l'armistice.
V. -  Évacuation des pays de la rive gauche du Rhin par les armées allemandes.
Les pays de la rive gauche du Rhin seront administrés par les autorités locales, sous le contrôle des troupes d'occupation des Alliés et des États-Unis.
Les troupes des Alliés et des États-Unis assureront l'occupation de ces pays par des garnisons tenant les principaux points de passage du Rhin (Mayence, Coblentz, Cologne) avec, en ces points, des têtes de pont de 30 kilomètres de rayon sur la rive droite, et des garnisons tenant également des points stratégiques de la région.
Une zone neutre sera réservée sur la rive droite du Rhin, entre le fleuve et une ligne tracée parallèlement aux têtes de pont et au fleuve, et à 10 km de distance depuis la frontière de Hollande jusqu'à la frontière suisse.
L'évacuation par l'ennemi des pays du Rhin, rive gauche et rive droite, sera réglée de façon à être réalisée dans un délai de 16 nouveaux jours, soit 31 jours après la signature de l'armistice.
Tous les mouvements d'évacuation ou d'occupation seront réglés par la note annexe no 1 arrêtée au moment de la signature de l'armistice.
VI. -  Dans tous les territoires évacués par l'ennemi, toute évacuation des habitants sera interdite ; il ne sera apporté aucun dommage ou préjudice à la personne ou à la propriété des habitants. Personne ne sera poursuivi pour délit de participation à des mesures de guerre antérieures à la signature de l'armistice. 
Il ne sera fait aucune destruction d'aucune sorte. 
Les installations militaires de toute nature seront livrées intactes, de même les approvisionnements militaires, vivres, munitions, équipements, qui n'auront pas été emportés dans les délais d'évacuations fixés.
Les dépôts de vivres de toutes natures, pour la population civile, bétail, etc. devront être laissés sur place.
Il ne sera pris aucune mesure générale ou d'ordre officiel ayant pour conséquence une dépréciation des établissements industriels ou une réduction dans leur personnel. 
VII. -  Les voies et moyens de communication de toute nature, voies ferrées, voies navigables, routes, ponts, télégraphes, téléphones, ne devront être l'objet d'aucune détérioration.
Tout le personnel civil et militaire actuellement utilisé y sera maintenu.
Il sera livré aux Puissances associées : 
5 000 machines montées et 150 000 wagons en bon état de roulement et pourvus de tous rechanges et agrès nécessaires, dans des délais dont le détail est fixé à l'annexe no 2 et dont le total ne devra pas dépasser 31 jours.
Il sera également livré 5 000 camions automobiles en bon état, dans un délai de 36 jours.
Les chemins de fer d'Alsace-Lorraine, dans un délai de 31 jours, seront livrés dotés de tout le personnel et  matériel affectés organiquement à ce réseau.
En outre, le matériel nécessaire à l'exploitation dans les pays de la rive gauche du Rhin sera laissé sur place.
Tous les approvisionnements en charbon et matières d'entretien, en matériel de voies, de signalisation et d'atelier, seront laissés sur place. Ces approvisionnements seront entretenus par l'Allemagne, en ce qui concerne l'exploitation de voies de communication des pays de la rive gauche du Rhin.
Tous les chalands enlevés aux Alliés leur seront rendus, la note annexe no 2 règle le détail de ces mesures.
VIII. -  Le Commandement sera tenu de signaler, dans un délai de 48 heures après la signature de l'armistice, toutes les mines ou dispositifs à retard agencés sur les territoires évacués par les troupes allemandes et d'en faciliter les recherches et la destruction.
Il signalera également toutes les dispositions nuisibles qui auraient pu être prises (telles qu'empoisonnement ou pollution de sources, de puits, etc.), le tout sous peine de représailles.
IX. -  Le droit de réquisition sera exercé par les armées des Alliés et des États-Unis dans tous les territoires occupés, sauf règlement de comptes avec qui de droit.
L'entretien des troupes d'occupation des pays du Rhin, non compris l'Alsace-Lorraine, sera à la charge du gouvernement allemand.   
X. -  Rapatriement immédiat, sans réciprocité, dans des conditions de détail à régler, de tous les prisonniers de guerre, y compris les prévenus et condamnés, des Alliés et des États-Unis. Les puissances alliées et les États-Unis pourront en disposer comme bon leur semblera.
Cette condition annule les conventions antérieures au sujet de l'échange des prisonniers de guerre, y compris celle de juillet 1918, en cours de ratification.
Toutefois, le rapatriement des prisonniers de guerre allemands internés en Hollande et en Suisse continuera comme précédemment. Le rapatriement des prisonniers allemands sera réglé à la conclusion des préliminaires de paix.
X. -  Les malades et blessés inévacuables laissés sur les territoires évacués par les armées allemandes seront soignés par du personnel allemand qui sera laissé sur place avec le matériel nécessaire.

### B.  Dispositions relatives aux frontières orientales de l'Allemagne
XII. -  Toutes les troupes allemandes qui se trouvent actuellement dans les territoires qui faisaient partie avant-guerre de l'Autriche-Hongrie, de la Roumanie, de la Turquie, doivent rentrer immédiatement dans les frontières de l'Allemagne telles qu'elles étaient au 1er août 1914. 
Toutes les troupes allemandes qui se trouvent actuellement dans les territoires qui faisaient partie avant la guerre de la Russie devront également rentrer dans les frontières de l'Allemagne définies comme ci-dessus, dès que les Alliés jugeront le moment venu, compte tenu de la situation intérieure de ces territoires.
XIII. -  Mise en train immédiate de l'évacuation par les troupes allemandes et du rappel de tous les instructeurs prisonniers  et agents civils et militaires allemands se trouvant sur les territoires de la Russie (dans les limites du 1er août 1914).
XIV. -  Cessation immédiate par les troupes allemandes de toutes réquisitions, saisies ou mesures coercitives, en vue de se procurer des ressources à destination de l'Allemagne, en Roumanie et en Russie (dans leurs limites du 1er août 1914).
XV. -  Renonciation au traité de Bucarest et de Brest-Litovsk et traités complémentaires.
XVI. -  Les Alliés auront libre accès aux territoires évacués par les Allemands sur les frontières orientales, soit par Dantzig, soit par la Vistule, afin de pouvoir ravitailler les populations et dans le but de maintenir l'ordre.

### C.  Dans l'Afrique orientale
XVII. -  Évacuation de toutes les forces allemandes opérant dans l'Afrique orientale, dans un délai réglé par les Alliés.

### D.  Clauses générales
XVIII. -  Rapatriement sans réciprocité dans le délai maximum de un mois, dans les conditions de détail à fixer, de tous les internés civils, y compris les otages, les prévenus ou condamnės appartenant à des puissances alliėes ou associėes, autres que celles énumérées à l’article III.

### E.  Clauses financières
XIX. -  Sous réserve de toute revendication et réclamation ultérieures, de la part des Alliés et des États-Unis, réparation des dommages.
Pendant la durée de l'armistice, il ne sera rien distrait par l'ennemi des valeurs publiques pouvant servir aux Alliés de gage pour le recouvrement des réparations.
Restitution immédiate de l'encaisse de la Banque nationale de Belgique et, en général, remise immédiate de tous documents, espèces, valeurs (mobilières et fiduciaires avec le matériel d'émission) touchant aux intérêts publics dans les pays envahis.
Restitution de l'or russe ou roumain pris par les Allemands ou remis par eux. Cet or sera pris en charge par les Alliés jusqu'à la signature de la paix.

### F.  Clauses navales
XX. -  Cessation immédiate de toute hostilité sur mer et indication précise de l'emplacement et des mouvements des bâtiments allemands. Avis donné aux neutres de la liberté concédée à la navigation des marines de guerre et de commerce des puissances alliées et associées dans toutes les eaux territoriales sans soulever de question de neutralité.
XXI. -  Restitution, sans réciprocité, de tous les prisonniers de guerre, des marines de guerre et de commerce des puissances alliées et associées au pouvoir des Allemands.
XXII. -  Livraison aux Alliés et aux États-Unis de tous les sous-marins (y compris tous les croiseurs sous-marins et tous les mouilleurs de mines) actuellement existants, avec leur armement et équipement complet, dans les ports désignés par les Alliés et les États-Unis. 
Les sous-marins qui sont prêts pour la mer seront préparés à quitter les ports allemands aussitôt que les ordres seront donnés par T.S.F. pour leur voyage au port désigné de la livraison, et le reste le plus tôt possible.
Les conditions de cet article seront réalisées dans un délai de 14 jours après la signature de l'armistice.
XXIII. -  Les navires de guerre de surface allemands qui seront désignés par les Alliés et les États-Unis seront immédiatement désarmés puis internés dans des ports neutres ou, à leur défaut, dans des ports alliés désignés par les Alliés et les États-Unis. Ils y demeureront sous la surveillance des Alliés et des États-Unis, des détachements de gardes étant seuls laissés à bord.
La désignation des Alliés portera sur :
6 croiseurs de bataille
10 cuirassés d'escadre
8 croiseurs légers - (dont 2 mouilleurs de mines)
50 destroyers des types les plus récents
Tous les autres navires de guerre de surface (y compris ceux de rivière) devront être réunis et complètement désarmés dans les bases navales allemandes désignées par les Alliés et les États-Unis, et y être placés sous la surveillance des Alliés et des États-Unis.
L'armement militaire de tous les navires de la flotte auxiliaire sera débarqué.
Tous les vaisseaux désignés pour être internés seront prêts à quitter les ports allemands 7 jours après la signature de l'armistice.
On donnera par T.S.F. les directions pour le voyage.
XXIV. -  Droit pour les Alliés et les États-Unis, en dehors des eaux territoriales allemandes, de draguer tous les champs de mines et de détruire les obstructions placées par l'Allemagne dont l'emplacement devra leur être indiqué.
XXV. -  Libre entrée et sortie de la Baltique pour les marines de guerre et de commerce des puissances alliées et associées assurée par l'occupation de tous les forts, ouvrages, batteries et défenses de tout ordre allemands dans toutes les passes allant du Cattégat à la Baltique, et par le dragage et la destruction de toutes mines ou obstructions dans et hors des eaux territoriales allemandes dont les plans et emplacements exacts seront fournis par l'Allemagne, qui ne pourra soulever aucune question de neutralité.
XXVI. -  Maintien du blocus des puissances alliées et associées dans les conditions actuelles. Les navires de commerce allemands trouvés en mer seront sujets à capture.
Les Alliés et les États-Unis envisagent le ravitaillement de l'Allemagne pendant l'armistice, dans la mesure reconnue nécessaire.
XXVII. -  Groupement et immobilisation dans les bases allemandes désignées par les Alliés et les Ėtats-Unis de toutes les forces aériennes.
XXVIII. -  Abandon par l'Allemagne sur place et intacts de tout le matériel de port et de navigation fluviale, de tous les navires de commerce, remorqueurs, chalands, de tous les appareils, matériels et approvisionnements de toutes natures, en évacuant la côte et les ports belges.
XXIX. -  Évacuation de tous les ports de la mer Noire par l'Allemagne, et remise aux Alliés et aux États-Unis de tous les bâtiments de guerre russes saisis par les Allemands dans la mer Noire. Libération de tous les navires de commerce neutres saisis ; remise de tout le matériel  de guerre ou autre saisi dans ces ports ; et abandon du matériel allemand énuméré à la clause 28.
XXX. -  Restitution, sans réciprocité, dans des ports désignés par les Alliés et les États-Unis de tous les navires de commerce appartenant aux puissances alliées et associées actuellement au pouvoir de l'Allemagne.
XXXI. -  Interdiction de toute destruction des navires ou du matériel avant évacuation, livraison ou restitution.
XXXII. -  Le gouvernement allemand notifiera formellement à tous les gouvernements neutres et, en particulier, aux gouvernements de Norvège, de Suède, du Danemark et de la Hollande, que toutes les restrictions imposées au trafic de leurs bâtiments avec les puissances alliées et associées, soit par le gouvernement allemand lui-même, soit par des entreprises allemandes privées, soit en retour de concessions définies, comme l'exportation de matériaux de constructions navales ou non, sont immédiatement annulées. 
XXXIII. -  Aucun transfert de navires marchands allemands de toute espèce sous un pavillon neutre quelconque ne pourra avoir lieu après la signature de l'armistice.

### G.  Durée de l'armistice
XXXIV. -  La durée de l'armistice est fixée à 36 jours avec faculté de prolongation.
Au cours de cette durée, l'armistice peut, si les clauses ne sont pas exécutées, être dénoncé par l'une des parties contractantes qui devra en donner préavis 48 heures à l'avance. Il est entendu que l'exécution des articles III et XXVIII ne donnera lieu à dénonciation de l'armistice pour insuffisance d'exécution dans les délais voulus que dans le cas d'une exécution malintentionnée.
Pour assurer dans les meilleures conditions l'exécution de la présente convention, le principe d'une commission d'armistice internationale permanente est admis. Cette commission fonctionnera sous la haute autorité du commandement en chef militaire et naval des armées alliées.
Le présent armistice a été signé le 11 novembre 1918 à 5 heures (heure française).
Signé : Foch,
Wemyss, amiral,
Erzberger, Oberndorff, Winterfeldt, Vanselow